# Scotophilus livingstonii
Scotophilus livingstonii és una espècie de ratpenat de la família dels vespertiliònids. Viu a Ghana i Kenya. És un ratpenat de petites dimensions, amb una llargada de cap a gropa de 74,3–89,3 mm, els avantbraços de 51,7–55,6 mm, la cua de 32,5–50,6 mm, els peus de 9,9–12,3 mm i les orelles de 9,2–12 mm. S'alimenta d'insectes. Com que fou descoberta fa poc, encara no se n'ha avaluat l'estat de conservació.